# День работников ветеринарной медицины Украины
«День работников ветеринарной медицины» ( укр. День працівників ветеринарної медицини ) — национальный профессиональный праздник работников ветеринарии (от врачей до уборщиков помещений в ветлечебницах), который отмечается на Украине каждый год, во второе воскресенье августа.
«День работников ветеринарной медицины» получил на Украине статус официального государственного профессионального праздника сравнительно недавно, в начале третьего тысячелетия. С инициативой его проведения к главе государства обратилось Министерство аграрной политики Украины. 1 ноября 2001 года, в столице Украины городе Киеве, второй президент Украины Л. Д. Кучма подписал Указ № 1035/2001 «При День работников ветеринарной медицины», который и предписывал отмечать эту дату ежегодно, во второе воскресенье августа.
В президентском указе Леонида Кучмы в частности говорилось, что новый профессиональный праздник в стране вводится «отмечая весомый вклад работников ветеринарной медицины в обеспечение ветеринарного и эпизоотического благополучия, ветеринарно-санитарной безопасности продуктов животноводства и охраны окружающей среды…»
Есть старинная пословица: «Медицина лечит человека, а ветеринария оберегает человечество» и видимо не случайно, третий президент Украины В. А. Ющенко в 2008 году, в своём праздничном обращении к работникам ветеринарной медицины Украины, произнёс следующие слова: 

«… ветеринария непосредственно влияет на развитие животноводства на Украине, усиление конкурентоспособности нашего сельского хозяйства и пищевой отрасли на мировых рынках… От результатов вашей работы зависит безопасность продуктов, а значит, и здоровье людей, потребляющих их… Уверен, что вы и впредь будете прилагать все усилия для того, чтобы украинская ветеринарная наука и практика отвечали наивысшим международным стандартам…»

Уже традиционно, в «День работников ветеринарной медицины Украины», руководство страны и вышестоящие должностные лица Украины поздравляют работников ветеринарной медицины с этим профессиональным праздником, а наиболее отличившиеся ветеринары награждаются почётными званиями, премиями, памятными подарками, грамотами и благодарностями руководства.